# Vinod Patel
Pour les articles homonymes, voir Patel.
Vinod Shankarbhai Patel, né le 28 février 1939 et mort le 5 janvier 2024 à Lautoka (Viti Levu, Fidji), est un entrepreneur, philanthrope et homme politique fidjien.

## Biographie
Vinod Patel est l'aîné des six enfants d'un immigré venu du village de Karkhadi en Inde. Son père apprend le fidjien et ouvre une épicerie à Vatulaulau, près de la ville de Ba dans l'ouest de l'île de Viti Levu. En raison des difficultés financières de la famille, Vinod Patel quitte l'école et trouve un emploi à l'âge de 16 ans comme porteur et homme à tout faire dans une boutique de quincaillerie à Ba. En 1962, à l'âge de 23 ans, il fonde sa propre boutique de quincaillerie à Ba, Vinod Patel Ltd. Il fait progressivement fortune, établissant une chaîne de boutiques à travers le pays, et fonde le groupe d'entreprises Vinod Patel Group of Companies qui couvre également l'industrie du bâtiment.
En 1963, il est membre fondateur du Parti de la fédération nationale (PFN), le premier parti politique créé aux Fidji. Conseiller municipal à Ba, il est maire de la ville pendant huit ans, et également président de l'Association de football de Ba,. Trésorier national du PFN de 1986 à 2004, il est harcelé et un temps incarcéré comme opposant politique par la dictature militaire de Sitiveni Rabuka qui a pris le pouvoir par les coups d'État de 1987 aux Fidji. Avec la restauration partielle de la démocratie, il est élu député de la circonscription ethnique « indienne » de Ba à la Chambre des représentants aux élections législatives de 1992, et réélu aux élections anticipées de 1994. Il est membre de la commission parlementaire qui finalise la Constitution de 1997, rétablissant une pleine démocratie, avant d'être battu dans sa circonscription aux élections de 1999,,.
Se blessant grièvement à la tête lors d'une chute à son domicile à Ba le 4 janvier 2024, il meurt à l'hôpital à Lautoka le lendemain, à l'âge de 84 ans. Sitiveni Rabuka, Premier ministre depuis 2022 d'un gouvernement de coalition qui inclut le PFN, lui rend un hommage appuyé, saluant son « patriotisme compatissant » à la fois comme philanthrope et comme parlementaire.